# مقاومت منفی وابسته به فرکانس

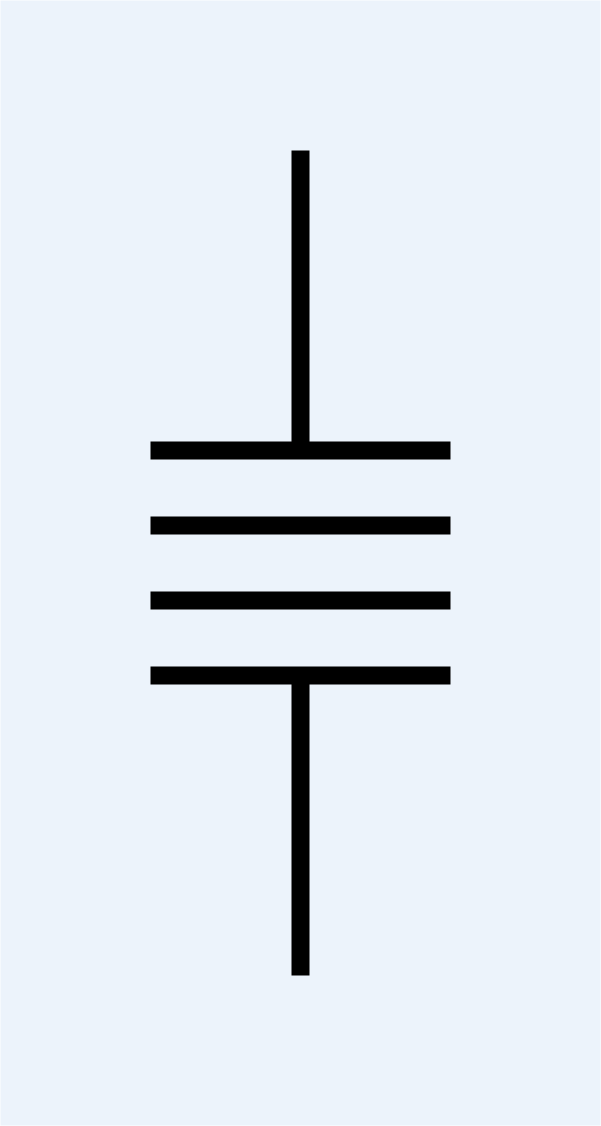
نماد الکترونیکی برای مقاومت منفی وابسته به فرکانس. این نماد برای برانگیختن یک خازن دوگانه در نظر گرفته شده‌است.

مقاومت منفی وابسته به فرکانس (اختصاری FDNR) یک عنصر مداری است که مقاومت منفی کاملاً حقیقی {\textstyle -1/(\omega ^{2}kC)} را نشان می‌دهد که با نرخ ۴۰- دسی‌بل بر دهه از دامنه کاهش می‌یابد. این عنصر در اجرای فیلترهای فعال پایین‌گذر مدل‌سازی‌شده از فیلترهای نردبانی استفاده می‌شود. این عنصر معمولاً از یک مبدل امپدانس تعمیم‌یافته (GIC) یا ژیراتور پیاده‌سازی می‌شود. امپدانس یک اف‌دی‌ان‌آر است:
{\displaystyle Z={\frac {1}{s^{2}\mathrm {kC} }}} یا
{\displaystyle Z={\frac {-1}{\omega ^{2}\mathrm {kC} }}} وقتی s = j ω.

تعریف و کاربرد مقاومت‌های منفی وابسته به فرکانس در تمز اَند لاپاترا،: 275, 282–286 چن و ویت، هولسمن اَند کورن مورد بحث قرار گرفته‌است. این فنّ به ال‌تی بروتون نسبت داده می‌شود. : 289 

## کاربرد

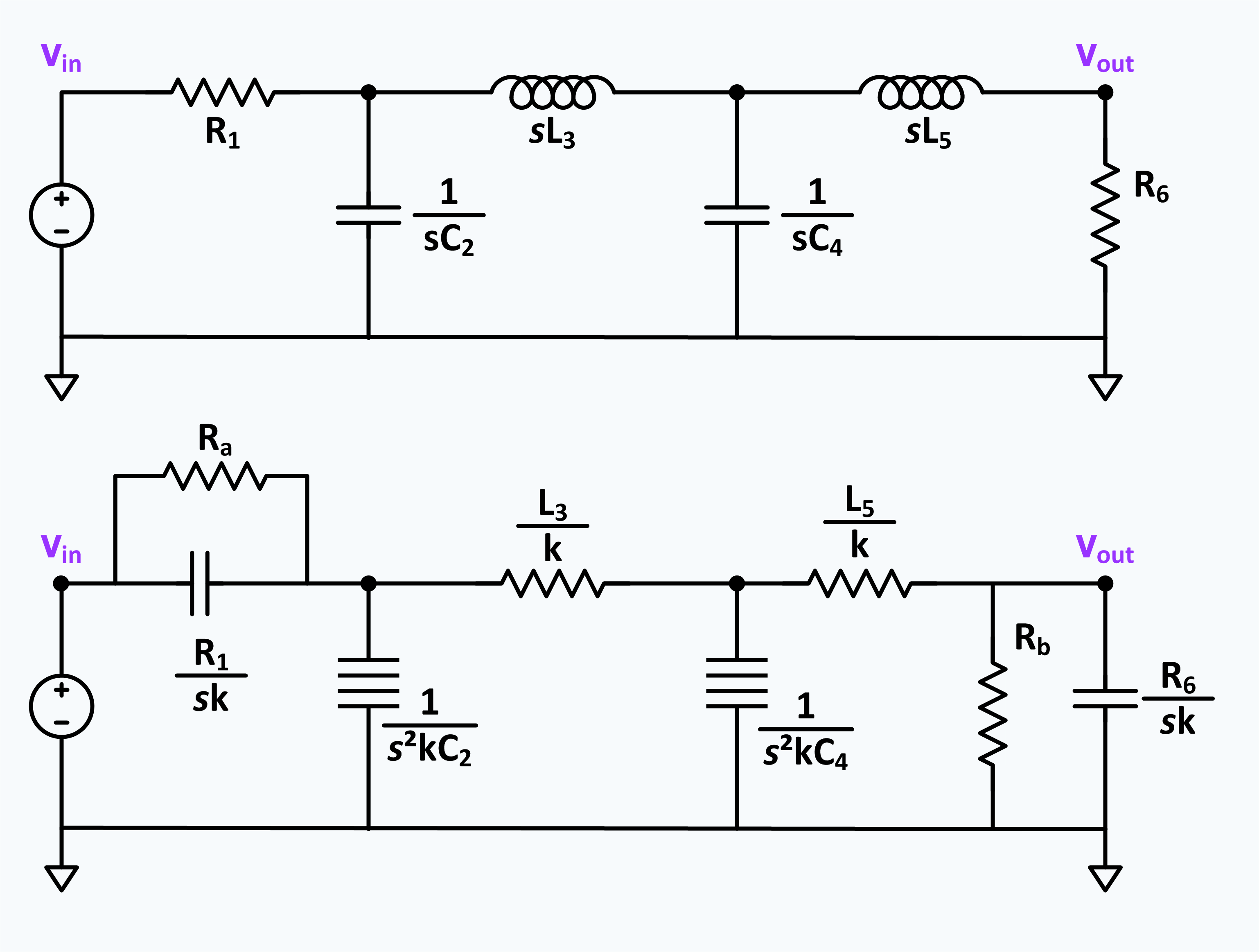
یک فیلتر نردبانی پایین‌گذر و پیاده‌سازی با استفاده از مقاومت‌های منفی وابسته به فرکانس (اف‌دی‌ان‌آر). R_{a} و R_{b} به دلایل عملی اضافه می‌شوند.

اگر تمام امپدانس‌ها (شامل امپدانس منبع و بار) یک فیلتر نردبان غیرفعال بر sk تقسیم شود، تابع انتقال تغییر نمی‌کند. اثر این تقسیم‌سازی تبدیل مقاومت‌ها به خازن، سلف‌ها به مقاومت و خازن‌ها به اف‌دی‌ان‌آر است. هدف از این تبدیل حذف سلف‌هایی است که اغلب قطعات مشکل‌ساز هستند. این فنّ به ویژه زمانی مفید است که تمام خازن‌ها به زمین متصل باشند. اگر این فنّ برای خازن‌هایی که به زمین متصل نیستند اعمال شود، اف‌دی‌ان‌آرهای حاصل شناور هستند (هیچ انتهایی زمین نمی‌شوند)، که در عمل تثبیت آن دشوار است.
مدار حاصل دو مشکل دارد. اف‌دی‌ان‌آرهای عملی به یک مسیر DC به زمین نیاز دارند. تابع انتقال DC مقدار {\textstyle (R_{6})/(R_{1}+R_{6})} دارد. فیلتر نردبانی تبدیل‌شده بهره انتقال DC را به صورت نسبت دو خازن دریافت می‌کند. در حالت ایده‌آل، این معتبر است، اما در مورد عملی همیشه مقداری مقاومت محدود، معمولاً پیش‌بینی‌ناپذیر، در دوسَر خازن‌ها وجود دارد، به‌طوری که عملکرد DC نردبان تبدیل‌شده پیش‌بینی‌ناپذیر است. Ra و Rb برای کاهش این مشکلات به مدار اضافه می‌شوند. اگر {\textstyle R_{b}/(R_{a}+R_{b}+L_{3}/k+L_{5}/k)=(R_{6})/(R_{1}+R_{6})} آنگاه بهره DC مدار تبدیل‌شده همانند مدار قبلی است. درنهایت، اگر Ra و Rb نسبت به سایر مقاومت‌ها بزرگ باشند، تأثیر کمی بر باند گذار فیلتر و رفتار فرکانس بالا خواهد داشت.: 292 

## پیاده‌سازی

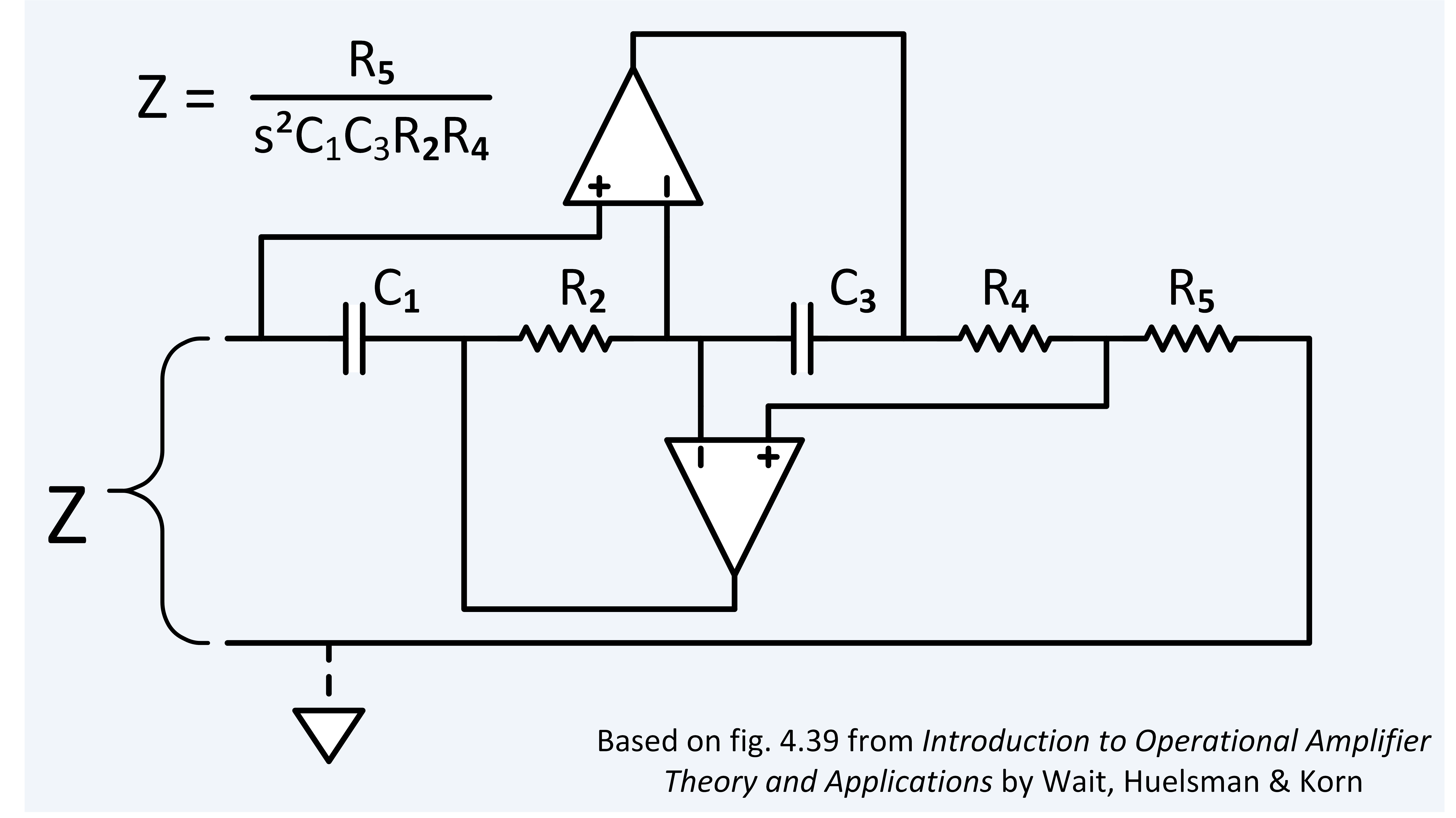
طرح‌واره یک مقاومت منفی وابسته به فرکانس.

ویت مدار نشان داده شده در سمت راست را برای یک اف‌دی‌ان‌آر زمین‌شده مناسب نشان می‌دهد.: 290 